# دروازه ستارگان: صندوقچه حقیقت
دروازه ستارگان: صندوقچه حقیقت (انگلیسی: Stargate: The Ark of Truth) فیلمی در ژانر علمی–تخیلی و ماجراجویی به کارگردانی رابرت سی. کور است که در سال ۲۰۰۸ منتشر شد.

## بازیگران
- بن برودر
- کریستوفر جاج
- مایکل شنکس
- بو بریجز
- کلودیا بلک
- مورنا باکارین
- تیم گونی
- جولیان سندز
- متیو واکر
- آماندا تپینگ
- کوری گراهام
- گری جونز
- مایکل بیچ
- سارا استرینج
- کریس گاوتیر